# Fon (natężenie dźwięku)

Krzywe jednakowej głośności (izofony) „normalnego ”ucha według Fletchera i Munsona. Wartości fonów są oznaczone na niebiesko

Fon (gr. φωνή „dźwięk, ton, głos”) – jednostka poziomu głośności dźwięku.
Poziom głośności dźwięku w fonach jest liczbowo równy poziomowi natężenia (wyrażonego w decybelach) tonu o częstotliwości 1 kHz, którego głośność jest równa głośności tego dźwięku. Dźwięki o tej samej liczbie fonów wywołują to samo wrażenie głośności, ale nie muszą być to dźwięki identyczne w sensie barwy (np. o różnych częstotliwościach). W odróżnieniu od jednostki son, która jest jednostką liniową głośności, fon nie podlega arytmetycznemu sumowaniu przy obliczaniu całkowitego poziomu głośności kilku jednoczesnych dźwięków.